# Pediopsis thymele
Pediopsis thymele är en insektsart som beskrevs av George Willis Kirkaldy 1907. Pediopsis thymele ingår i släktet Pediopsis och familjen dvärgstritar. Inga underarter finns listade i Catalogue of Life.